# Коклуз Джума Джамі
Коклуз Джума Джамі (крим. Kokluz Cuma Cami) — мечеть у селі Коклуз (Багата Ущелина) Бахчисарайського району Автономної Республіки Крим.